# استان صوفیه
صوفیه نام یکی از استان‌های کشور بلغارستان است. مساحت این استان ۷٬۰۵۹ کیلومتر مربع و جمعیت آن ۲۴۶٬۶۶۸ نفر است.
همچنین مرکز این استان شهر صوفیه است.